# North Salem
North Salem és una població dels Estats Units a l'estat d'Indiana. Segons el cens del 2000 tenia 591 habitants.

## Demografia
Segons el cens del 2000, North Salem tenia 591 habitants, 223 habitatges, i 159 famílies. La densitat de població era de 877,6 habitants/km².
Dels 223 habitatges en un 40,8% hi vivien nens de menys de 18 anys, en un 54,3% hi vivien parelles casades, en un 12,6% dones solteres, i en un 28,3% no eren unitats familiars. En el 23,8% dels habitatges hi vivien persones soles el 13% de les quals corresponia a persones de 65 anys o més que vivien soles. El nombre mitjà de persones vivint en cada habitatge era de 2,65 i el nombre mitjà de persones que vivien en cada família era de 3,11.
Per edats la població es repartia de la següent manera: un 31,1% tenia menys de 18 anys, un 6,4% entre 18 i 24, un 30,3% entre 25 i 44, un 20,5% de 45 a 60 i un 11,7% 65 anys o més.
L'edat mediana era de 33 anys. Per cada 100 dones de 18 o més anys hi havia 89,3 homes.
La renda mediana per habitatge era de 36.923 $ i la renda mediana per família de 44.821 $. Els homes tenien una renda mediana de 35.156 $ mentre que les dones 23.295 $. La renda per capita de la població era de 18.034 $. Entorn del 6,8% de les famílies i el 9,1% de la població estaven per davall del llindar de pobresa.

## Poblacions més properes
El següent diagrama mostra les poblacions més properes.